# Gheorghe Fițion
Gheorghe Fițion (n. 16 noiembrie 1944, Topana, jud. Olt) este un fost deputat român în legislatura 1992-1996, ales în județul Ilfov. Gheorghe Fițion a fost ales pe listele Partidului Socialist al Muncii iar din septembrie 1996 a devenit deputat neafiliat.